# Recknitz
La Recknitz est un fleuve allemand de 88 km de long qui coule dans le land de Mecklembourg-Poméranie-Occidentale. Elle marque la limite entre la Poméranie occidentale et le Mecklembourg.